# Општина Лердо (Дуранго)
Лердо (шп. Lerdo) општина је у Мексику у савезној држави Дуранго. Општина се налази на надморској висини од 1130 м.

## Становништво
Према подацима из 2010. у општини је живело 141043 становника.

### Хронологија
| Година       | 2000                   | 2005                   | 2010                   |
| ------------ | ---------------------- | ---------------------- | ---------------------- |
| Становништво | 112435 (55546 / 56889) | 129191 (63594 / 65597) | 141043 (69737 / 71306) |

### Попис
| \| \| м \| \| \| ж \| \| 0—2 \| 4.118 \| \| \| 3.863 \| \| 3—5 \| 4.220 \| \| \| 4.114 \| \| 6—11 \| 9.160 \| \| \| 8.825 \| \| 12—14 \| 4.378 \| \| \| 4.126 \| \| 15—17 \| 4.204 \| \| \| 4.180 \| \| 18—24 \| 8.535 \| \| \| 8.723 \| \| 60+ \| 5.703 \| \| \| 6.082 \| \| Просек : \| 28,4 \| \| \| 29,2 \| |       |  |  |       |
| |       |  |  |       |
| | м     |  |  | ж     |
| 0—2 | 4.118 |  |  | 3.863 |
| 3—5 | 4.220 |  |  | 4.114 |
| 6—11 | 9.160 |  |  | 8.825 |
| 12—14 | 4.378 |  |  | 4.126 |
| 15—17 | 4.204 |  |  | 4.180 |
| 18—24 | 8.535 |  |  | 8.723 |
| 60+ | 5.703 |  |  | 6.082 |
| Просек : | 28,4  |  |  | 29,2  |

| #   | Индикатор                                                                                        | Вредност |
| --- | ------------------------------------------------------------------------------------------------ | -------- |
| 1   | Становништво од 0 до 2 године                                                                    | 7981     |
| 2   | Мушко становништво од 0 до 2 године                                                              | 4118     |
| 3   | Женско становништво од 0 до 2 године                                                             | 3863     |
| 4   | Становништво са 3 и више година                                                                  | 129563   |
| 5   | Мушко становништво са 3 и више година                                                            | 63868    |
| 6   | Женско становништво са 3 и више година                                                           | 65695    |
| 7   | Становништво са 5 и више година                                                                  | 124029   |
| 8   | Мушко становништво са 5 и више година                                                            | 61086    |
| 9   | Женско становништво са 5 и више година                                                           | 62943    |
| 10  | Становништво са 12 и више година                                                                 | 103244   |
| 11  | Мушко становништво са 12 и више година                                                           | 50488    |
| 12  | Женско становништво са 12 и више година                                                          | 52756    |
| 13  | Становништво са 15 и више година                                                                 | 94740    |
| 14  | Мушко становништво са 15 и више година                                                           | 46110    |
| 15  | Женско становништво са 15 и више година                                                          | 48630    |
| 16  | Становништво са 18 и више година                                                                 | 86356    |
| 17  | Мушко становништво са 18 и више година                                                           | 41906    |
| 18  | Женско становништво са 18 и више година                                                          | 44450    |
| 19  | Становништво од 3 до 5 година                                                                    | 8334     |
| 20  | Мушко становништво од 3 до 5 година                                                              | 4220     |
| 21  | Женско становништво од 3 до 5 година                                                             | 4114     |
| 22  | Становништво од 6 до 11 година                                                                   | 17985    |
| 23  | Мушко становништво од 6 до 11 година                                                             | 9160     |
| 24  | Женско становништво од 6 до 11 година                                                            | 8825     |
| 25  | Становништво од 8 до 14 година                                                                   | 20578    |
| 26  | Мушко становништво од 8 до 14 година                                                             | 10542    |
| 27  | Женско становништво од 8 до 14 година                                                            | 10036    |
| 28  | Становништво од 12 до 14 година                                                                  | 8504     |
| 29  | Мушко становништво од 12 до 14 година                                                            | 4378     |
| 30  | Женско становништво од 12 до 14 година                                                           | 4126     |
| 31  | Становништво од 15 до 17 година                                                                  | 8384     |
| 32  | Мушко становништво од 15 до 17 година                                                            | 4204     |
| 33  | Женско становништво од 15 до 17 година                                                           | 4180     |
| 34  | Становништво од 18 до 24 године                                                                  | 17258    |
| 35  | Мушко становништво од 18 до 24 године                                                            | 8535     |
| 36  | Женско становништво од 18 до 24 године                                                           | 8723     |
| 37  | Женско становништво од 15 до 49 година                                                           | 37075    |
| 38  | Становништво са 60 и више година                                                                 | 11785    |
| 39  | Мушко становништво са 60 и више година                                                           | 5703     |
| 40  | Женско становништво са 60 и више година                                                          | 6082     |
| 41  | Однос између мушкараца и жена                                                                    | 97.8     |
| 42  | Становништво од нуле до 14 година                                                                | 42804    |
| 43  | Становништво од 15 до 64 године                                                                  | 86685    |
| 44  | Становништво од 65 година и више                                                                 | 8055     |
| 45  | Просечан број деце                                                                               | 2.44     |
| 46  | Становништво рођено у ентитету                                                                   | 112250   |
| 47  | Мушко становништво рођено у ентитету                                                             | 55714    |
| 48  | Женско становништво рођено у ентитету                                                            | 56536    |
| 49  | Становништво рођено у другом ентитету                                                            | 24391    |
| 50  | Мушко становништво рођено у другом ентитету                                                      | 11820    |
| 51  | Женско становништво рођено у другом ентитету                                                     | 12571    |
| 52  | Становништво од 5 година и више резидентно у ентитету у јуну 2005. године                        | 118887   |
| 53  | Мушко становништво старосног доба од 5 година и више, резидентно у ентитету у јуну 2005. године  | 58323    |
| 54  | Женско становништво старосног доба од 5 и више година, резидентно у ентитету у јуну 2005. године | 60564    |
| 55  | Становништво од 5 година и више које је живело у другом ентитету у јуну 2005. године             | 3573     |
| 56  | Мушко становништво старије од 5 година које је живело у другом ентитету у јуну 2005. године      | 1796     |
| 57  | Женско становништво старије од 5 година које је живело у другом ентитету у јуну 2005. године     | 1777     |
| 58  | Становништво од 3 године и више које говори аутохтони језик                                      | 208      |
| 59  | Мушко становништво старо 3 године и више које говори аутохтони језик                             | 113      |
| 60  | Женско становништво старо 3 године и више које говори аутохтони језик                            | 95       |
| 61  | Становништво од 3 године и више које говори аутохтони језик и не говори шпански језик            | 0        |
| 62  | Мушко становништво старо 3 године и више које говори аутохтони језик и не говори шпански         | 0        |
| 63  | Женско становништво старо 3 године и више које говори аутохтони језик и не говори шпански језик  | 0        |
| 64  | Становништво старо 3 године и више које говори аутохтони језик и шпански                         | 62       |
| 65  | Мушко становништво старо 3 године и више које говори аутохтони језик и шпански                   | 33       |
| 66  | Женско становништво старо 3 године и више које говори аутохтони језик и шпански                  | 29       |
| 67  | Становништво од 5 година и више које говори аутохтони језик                                      | 202      |
| 68  | Становништво од 5 година и више које говори аутохтони језик и не говори шпански језик            | 0        |
| 69  | Становништво од 5 година и више које говори аутохтони језик и говори шпански језик               | 62       |
| 70  | Становништво у домородачким домаћинствима                                                        | 472      |
| 71  | Становништво са ограничењима у активностима                                                      | 5632     |
| 72  | Становништво са ограниченим ходањем или кретањем, горе или доле                                  | 3333     |
| 73  | Становници са ограничењима вида, чак и уз кориштење сочива                                       | 1352     |
| 74  | Становништво са ограничењима говора, комуникације или конверзације                               | 562      |
| 75  | Становништво са ограниченим слухом                                                               | 483      |
| 76  | Становништво са ограничењима при одевању, купању или јелу                                        | 372      |
| 77  | Становништво са ограничењима у опажању или учењу једноставних ствари                             | 220      |
| 78  | Становништво са менталним ограничењима                                                           | 539      |
| 79  | Становништво без ограничења активности                                                           | 131125   |
| 80  | Становништво од 3 до 5 година које не похађа школу                                               | 3982     |
| 81  | Мушко становништво од 3 до 5 година које не похађа школу                                         | 1966     |
| 82  | Женско становништво од 3 до 5 година које не похађа школу                                        | 2016     |
| 83  | Становништво од 6 до 11 година које не похађа школу                                              | 533      |
| 84  | Мушко становништво од 6 до 11 година које не похађа школу                                        | 290      |
| 85  | Женско становништво од 6 до 11 година које не похађа школу                                       | 243      |
| 86  | Становништво од 12 до 14 година које не похађа школу                                             | 848      |
| 87  | Мушко становништво од 12 до 14 година које не похађа школу                                       | 454      |
| 88  | Женско становништво од 12 до 14 година које не похађа школу                                      | 394      |
| 89  | Становништво од 15 до 17 година похађа школу                                                     | 5471     |
| 90  | Мушко становништво од 15 до 17 година похађа школу                                               | 2695     |
| 91  | Женско становништво између 15 и 17 година живота у школи                                         | 2776     |
| 92  | Становништво од 18 до 24 године похађа школу                                                     | 4722     |
| 93  | Мушко становништво од 18 до 24 године похађа школу                                               | 2399     |
| 94  | Женско становништво од 18 до 24 године похађа школу                                              | 2323     |
| 95  | Становништво од 8 до 14 година које не може да чита и пише                                       | 491      |
| 96  | Мушко становништво старосног доба од 8 до 14 година које не може да чита и пише                  | 329      |
| 97  | Женско становништво старосног доби од 8 до 14 година које не може да чита и пише                 | 162      |
| 98  | Становништво од 15 година и више које је неписмено                                               | 2912     |
| 99  | Мушко становништво од 15 година и више које је неписмено                                         | 1506     |
| 100 | Женско становништво од 15 година и више које је неписмено                                        | 1406     |
| 101 | Становништво старо 15 и више година без школовања                                                | 3558     |
| 102 | Мушко становништво старо 15 и више година без школовања                                          | 1850     |
| 103 | Женско становништво старо 15 и више година без школовања                                         | 1708     |
| 104 | Становништво старосног доба 15 и више година са непотпуним основним образовањем                  | 11623    |
| 105 | Мушко становништво старосног доба од 15 година и више са непотпуном основним образовањем         | 5804     |
| 106 | Женско становништво старосног доба 15 и више година са непотпуном основним образовањем           | 5819     |
| 107 | Становништво старо 15 и више година са комплетним основним образовањем                           | 17337    |
| 108 | Мушко становништво старо 15 година и више са комплетним основним образовањем                     | 8036     |
| 109 | Женско становништво старо 15 и више година са комплетним основним образовањем                    | 9301     |
| 110 | Становништво старосног доба 15 и више година са непотпуним средњим образовањем                   | 5045     |
| 111 | Мушко становништво старосног доба од 15 година и више са непотпуним средњим образовањем          | 2713     |
| 112 | Женско становништво старосног доба од 15 година и више са непотпуним средњим образовањем         | 2332     |
| 113 | Становништво старо 15 и више година са пуним секундарном образовањем                             | 20702    |
| 114 | Мушко становништво старосног доба од 15 година и више са пуним секундарном образовањем           | 10021    |
| 115 | Женско становништво старосног доба од 15 година и више са пуним секундарном образовањем          | 10681    |
| 116 | Становништво старије од 18 година са постосновним образовањем                                    | 31856    |
| 117 | Мушко становништво старије од 18 година са постосновним образовањем                              | 15825    |
| 118 | Женско становништво старије од 18 година са постосновним образовањем                             | 16031    |
| 119 | Просечна оцена школовања                                                                         | 8.93     |
| 120 | Просечан ниво образовања мушке популације                                                        | 8.96     |
| 121 | Просечан ниво образовања женског становништва                                                    | 8.9      |
| 122 | Економски активно становништво                                                                   | 51186    |
| 123 | Економски активна мушка популација                                                               | 36166    |
| 124 | Економски активна женска популација                                                              | 15020    |
| 125 | Становништво које није економски активно                                                         | 51446    |
| 126 | Мушко становништво које није економски активно                                                   | 13953    |
| 127 | Женско становништво које није економски активно                                                  | 37493    |
| 128 | Запослено становништво                                                                           | 47391    |
| 129 | Запослено мушко становништво                                                                     | 33025    |
| 130 | Запослено женско становништво                                                                    | 14366    |
| 131 | Незапослена популација                                                                           | 3795     |
| 132 | Незапослена мушка популација                                                                     | 3141     |
| 133 | Незапослена женска популација                                                                    | 654      |
| 134 | Становништво без права на здравствене услуге                                                     | 39027    |
| 135 | Становништво које има право на здравствене услуге                                                | 98265    |
| 136 | Становништво које има право на ИМСС                                                              | 58098    |
| 137 | Становништво које има право на социјално осигурање                                               | 15676    |
| 138 | Становништво које има право на државно социјално осигурање                                       | 117      |
| 139 | Становништво које има право на опште осигурање или здравствено осигурање за нову генерацију      | 23754    |
| 140 | Становништво које је било једном или није било у браку током 12 година и више                    | 33995    |
| 141 | Венчано или уједињено становништво од 12 година и више                                           | 58869    |
| 142 | Становништво које је било у браку или уједињено 12 година и више                                 | 10165    |
| 143 | Становништво са католичком религијом                                                             | 115849   |
| 144 | Протестанти, еванђелисти и библијски следбеници различити од еванђелиста                         | 15091    |
| 145 | Становништво са другим религијама различитим од претходних                                       | 40       |
| 146 | Становништво без религије                                                                        | 5406     |
| 147 | Укупно пописаних домаћинства                                                                     | 33853    |
| 148 | Пописна домаћинства на челу са мушкарцима                                                        | 26168    |
| 149 | Пописна домаћинства на челу са женама                                                            | 7685     |
| 150 | Становништво у пописним домаћинствима                                                            | 137519   |
| 151 | Становништво у пописним домаћинствима на челу са мушкарцима                                      | 109915   |
| 152 | Становништво у пописним домаћинствима на челу са женама                                          | 27604    |
| 153 | Укупно домаћинстава                                                                              | 44565    |
| 154 | Укупно насељених домаћинстава                                                                    | 35009    |
| 155 | Укупно приватних кућа                                                                            | 43409    |
| 156 | Насељени приватни домови                                                                         | 33853    |
| 157 | Укупно насељених приватних кућа                                                                  | 35004    |
| 158 | Ненасељене приватне куће                                                                         | 7939     |
| 159 | Појединачна домаћинства за привремену употребу                                                   | 1617     |
| 160 | Становници у насељеним приватним кућама                                                          | 137519   |
| 161 | Насељеност станара у приватним становима                                                         | 4.06     |
| 162 | Просечно становника по соби у приватним насељеним домаћинствима                                  | 1.05     |
| 163 | Појединачна домаћинства са подовима од различитих материјала од земље                            | 32524    |
| 164 | Појединачна домаћинства у приземљу                                                               | 1177     |
| 165 | Појединачна домаћинства са једном спаваћом собом                                                 | 9580     |
| 166 | Појединачна домаћинства са две спаваће собе и више                                               | 24134    |
| 167 | Појединачна домаћинства са једним собом                                                          | 1234     |
| 168 | Појединачна домаћинства са две собе                                                              | 4571     |
| 169 | Појединачна домаћинства са 3 собе и више                                                         | 27875    |
| 170 | Појединачна домаћинства која имају електрично светло                                             | 33521    |
| 171 | Појединачна домаћинства која немају електрично светло                                            | 241      |
| 172 | Појединачна домаћинства која имају водоводну воду у стамбеном простору                           | 33277    |
| 173 | Појединачна домаћинства која немају водоводну воду у стамбеном простору                          | 423      |
| 174 | Појединачна домаћинства која имају тоалет                                                        | 32027    |
| 175 | Појединачна домаћинства која имају канализацију                                                  | 31563    |
| 176 | Појединачна домаћинства која немају канализацију                                                 | 1941     |
| 177 | Појединачна домаћинства која имају електрично светло, довод воде из јавне мреже и канализацију   | 31191    |
| 178 | Појединачна домаћинства без икаквих услова                                                       | 218      |
| 179 | Појединачна домаћинства која имају радио                                                         | 26726    |
| 180 | Појединачна домаћинства која имају телевизор                                                     | 32898    |
| 181 | Појединачна домаћинства која имају фрижидер                                                      | 31531    |
| 182 | Појединачна домаћинства која имају машину за веш                                                 | 26802    |
| 183 | Појединачна домаћинства која имају аутомобил или комби                                           | 16953    |
| 184 | Појединачна домаћинства која имају рачунар                                                       | 9301     |
| 185 | Појединачна домаћинства која имају фиксну телефонску линију                                      | 14327    |
| 186 | Појединачна домаћинства која имају мобилни телефон                                               | 23106    |
| 187 | Појединачна домаћинства која имају приступ интернету                                             | 6072     |